# تنگوشلو، سریک
تنگوشلو (به ترکی استانبولی: Töngüşlü) منطقهٔ مسکونی در سریک، استان آنتالیا، ترکیه واقع شده‌است.